# Bukit Plug Batu Madulang
Bukit Plug Batu Madulang är en kulle i Indonesien.   Den ligger i provinsen Aceh, i den västra delen av landet, 1 500 km nordväst om huvudstaden Jakarta. Toppen på Bukit Plug Batu Madulang är 149 meter över havet.
Terrängen runt Bukit Plug Batu Madulang är platt åt nordost, men åt sydväst är den kuperad.Runt Bukit Plug Batu Madulang är det glesbefolkat, med 20 invånare per kvadratkilometer. I omgivningarna runt Bukit Plug Batu Madulang växer i huvudsak städsegrön lövskog.